# Видизъм
Видизмът (на английски: Speciesism) (още видовизъм или видова дискриминация) е приписване на различни стойности и права или определено отношение към индивидите само на базата на видовата им принадлежност. Терминът се използва понякога от защитниците на правата на животните, които твърдят, че видизмът е предразсъдък, сходен с расизма и сексизма заради това, че отношението към индивидите е предопределено от груповата им принадлежност и от морално ирелевантни разлики. Те твърдят, че видовата принадлежност няма морално значение.
Понятието обхваща две идеи. От една страна се отнася до антропоцентризма – вярването, че човекът е центърът на вселената, – а тук, в частност, че интересите на член на човешкия вид винаги преобладават при конфликт на интереси с членове на други видове. От друга страна, терминът се отнася до приписването на по-голямо или по-малко морално значение на другите животни на базата на статута на вида им, предоставен от човека: например, интересите на домашните любимци и животните от застрашен вид биха били по-зачетени от интересите на селскостопанските животни, лабораторните животни или на животните, считани за вредители или дивеч.
Терминът „видизъм“ е представен през 1970 г. от британския психолог Ричард Райдър по аналогия с понятията „расизъм“ и „сексизъм“ с цел да се изобличи една доминираща идеология по същия начин, както понятието „патриархат“ е било заето от феминизма, за да разобличи вездесъщата и невидима идеология в основата на различни несправедливости. През 1975 г. австралийският философ Питър Сингър разпространява идеята чрез книгата си „Освобождение на животните“.

## История

### История на човешките отношения към другите видове
Когато били опитомени, животните се превърнали в слуги и роби на човека и станали напълно зависими от него. Според историка Кейт Томас принизяването на домашните животни, които експлоатираме, ни позволява да оправдаем в очите си третирането, което им налагаме. Това е също и мнението на Дарвин, който отбелязва: „Не обичаме да считаме за свои равни животните, които сме направили свои роби.“ По този начин човекът показвал способността си избирателно да активира или дезактивира моралните си норми според това кое отговаря на интересите му. Според американския философ Чарлс Патерсън: „Грижейки се за тях и хранейки ги, хората първо завързват приятелски връзки с животните, а после ги убиват. За да постигат това, трябва да задушават у себе си част от своето състрадание.“ […] Заробването на животни изглежда е служело за модел на човешкото робство, в частност широкомащабната експлоатация на жени в плен за възпроизвеждане и работа.“. Той цитира и примера с шумерите (IV век пр.н.е.), които кастрирали мъжете роби и ги карали да работят като домашни животни.
Някои религии базират антропоцентризма си на Божествената воля. Според водещия светоглед на християнството животните нямат „душа“ и са на земята само за човешка употреба. Бог създал човека по свой образ и го избрал да „властва над рибите в морето, над птиците в небето, над добитъка и над цялата земя, над всички влечуги, които пълзят по земята.“
Приблизително по същото време Аристотел подходил сходно, като твърдял, че животните съществуват, за да служат на хората, и междувременно защитавал робството. Според него „растенията съществуват заради животните и животните съществуват заради човека. […] Ако природата не прави нищо без цел, нито напразно, то трябва да е направила всички тях заради хората.“ В римския свят антропоцентризмът бил вездесъщ. Според Цицерон „е съвсем очевидно, че стадата с животни са били създадени за нуждите на хората, едни – за негова употреба, а други – за негова храна.“
Мнозинството от християнските мислители одобрявали този възглед. Според св. Августин „чрез много справедливо нареждане от страна на Създателя животът и смъртта им са подчинени за наша употреба“. Св. Тома Аквински считал, че „животът на животните […] е предпазван не заради тях, а заради човека.“ Според него единственото възможно възражение срещу жестокостта към животни е, че тя може да доведе до жестокост към хора, но според него нямало нищо лошо в самото причиняване на страдания у животните. Това се е превърнало в официална позиция на Римокатолическата църква. Например в средата на XIX век папа Пих IX отказал да даде разрешение за създаване на дружество за предотвратяване на жестоко отношение към животните, защото такова едно разрешение би внушило, че човешките същества имат задължения към по-нисшите създания.
Статутът на животните познава един от най-мрачните си периоди с теорията за „животното-машина“ на Декарт. Според него не само че животните съществуват заради хората, но и не усещат нищо.
Този механистически възглед позволил на тогавашните учени да пренебрегват болката на животните, които използвали в експериментите си.
Дълго време били забранени медицинските грижи за животни, защото медицината била резервирана за хората и следователно било срамно да се прилага върху низши същества. Първото ветеринарно училище в Западния свят било основано в Лион по времето на Луи XV. Целта му била да се защитават животните като такива, но да бъдат между другото предпазвани и от чумата по говедата, която тогава разорявала селяните. Така че първата роля на ветеринарите била да подобрява селското стопанство, грижейки се за здравето на животните.
В същността си, както пише Джеймс Сърпел: „От повече от 2000 години религията и философията в Западния свят са били доминирани от вярването, че някое свръхестествено и вездесъщо същество е било поставило човека на морален пиедестал, високо над останалото сътворение. От тази гледна точка сме имали абсолютна доминация над всички живи същества и дори сме вярвали, че единствената им причина да съществуват е да служат на собствените ни егоистични интереси. […] Гледната точка на първите християни, според която животните са били създадени единствено за полза на човечеството, и картезианската идея, че не са способни да страдат, са само взаимно съвместими варианти по същата тема. И двете са предоставили на хората разрешително да убиват; разрешително да употребяват или злоупотребяват с другите форми на живот в пълна безнаказаност.“

### Обрат в представите за животинския свят
Дарвин преобразил дълбоко представата ни за взаимоотношенията между различните форми на живот, като по внушителен начин показал, че в продължение на милиони години еволюцията на видовете се изразявала само в постепенни преходи между тях. Това било пълен обрат, тъй като Дарвин изтъкнал, че разликите между хората и животните не били въобще толкова фундаментални, колкото се било предполагало:

„Видяхме, че чувствата и интуициите, различните емоции и качества като любов, памет, внимание, любопитство, подражание, разум и т.н., с които се гордее човек, могат да се видят в зачатъчно, а понякога дори и в напълно развито състояние при по-низшите животни.“

В своя дневник той пише също така: „Човекът в своята арогантност си мисли, че е велико творение, достойно за делото на един бог. По-скромно, и според мен по-вярно, e да го смятаме за създаден на базата на животните“. Това е първият път, в който се налага идеята, че разликата между човека и животните е само в степента, а не в същността. Дарвин е загрижен също и за хуманното отношение и уважението към животните. Той твърди:

„Човечността към по-низшите животни е една от най-благородните добродетели, които човек има, и това е последният стадий на развитието на нравствените чувства. Едва когато се загрижим за всички чувствителни същества, нашият морал ще достигне до най-високото си ниво.“

### Поява на термина
В края на 60-те и през 70-те години на XX век се заражда движение, което няма да спре да се разширява и ще започне значителна промяна на нагласите спрямо животните в западните общества. Първо бива публикувана книгата „Животни-машини“ (1964), в която Рут Харисън, половин век след „Джунглата“ (1906) на Ъптон Синклер, отново описва ужасните условия, които продължават да преобладават в промишленото животновъдство. Скоро след това се сформира „Оксфордската група“, която събира десетина интелектуалци и цели да постави под въпрос статута на животните и отношенията към тях. Една от дейностите на тази група е била да пише и разпространява памфлети, един от които е „Видизъм“ на Ричард Райдър.
Той описва своето откритие по следния начин:

"Революциите през 60-те години срещу расизма, сексизма и класовата дискриминация бяха близко до това да обхванат и животните, но не го направиха. Това ме разтревожи. Етиката и политиката по това време просто забравиха нечовешките същества. Всички сякаш се занимаваха само да намалят предразсъдъците спрямо хората, но не бяха ли чували за Дарвин? Аз също мразех расизма, сексизма и класовата дискриминация, но защо да се спира дотам? Като клиничен психолог бях убеден, че стотици други видове животни изпитват страх, болка и скръб, колкото и аз. Трябваше да се загрижа за това. Трябваше да се постави паралел между нашата съдба и тази на другите видове. Един ден, през 1970 г., докато се къпех в стария чифлик в Сънингуел, близо до Оксфорд, внезапно ми дойде наум една дума: „видизъм“. Бързо написах брошура, която разпространих из Оксфорд."

В своята брошура Райдър обяснява, че:

„От Дарвин насам учените признават, че няма никаква съществена „магическа“ разлика между хората и другите животни от биологична гледна точка. Защо тогава продължаваме морално да правим радикална разлика? Ако всички организми са в един и същ биологичен континуум, ние също би трябвало да сме в този континуум.“

Там той пише и че в същото време в Обединеното кралство 5 милиона животни са използвани всяка година за експерименти и че извличането на ползи за нашия собствен вид чрез злоупотреби с животните произтича от видизма.
Райдър отново използва термина в есето си „Експерименти с животни“ в „Животни, хора и морали“ (1971), сборник от есета върху правата на животните. Тогава той установява паралел между видизма и расизма:

„Доколкото думите „раса“ и „вид“ са неясни термини, използвани в класификацията на живите същества основно според физически признаци, между тях може да се направи аналогия. Дискриминацията на базата на расата, въпреки че е била почти повсеместно толерирана преди два века, днес е широко осъждана. По същия начин може някой ден просветените умове да намразят видизма така, както днес ненавиждат расизма. Нелогичността в двете форми на предразсъдък е сходна. Ако приемаме за морално погрешно умишлено да причиняваме страдание на невинни човешки същества, то е логично да считаме за неприемливо умишленото причиняване на страдание на невинни същества от друг вид. Дошло е времето да постъпваме според тази логика.“

### Разпространение на идеята
Терминът е бил популяризиран от австралиския философ Питър Сингър в книгата му „Освобождение на животните“ (1975), която дала началото на едноименното движение за освобождение на животните.
Сингър определя видизма като „предразсъдък или пристрастие в полза на интересите на членовете на собствения вид и в ущърб на интересите на членовете на останалите видове“:

„Расистите нарушават принципа на равенство, като придават по-голяма тежест на интересите на членовете на собствената им раса, когато съществува конфликт между техните интереси и интересите на членове на друга раса. Сексистите нарушават принципа за равенство, като привилегироват интересите на членовете на собствения им пол. По подобен начин видистите позволяват на интересите на членовете на собствения им вид да превъзхождат над основните интереси на членове на други видове. Схемата е същата във всеки един от случаите.“

Сингър обяснява, че видизмът нарушава принципа на равно зачитане на интересите, който произтича от принципа, изразен от Джеръми Бентъм: „Всеки се брои за един и никой – за повече от един.“ Сингър твърди, че макар и да има разлики между хората и останалите животни, те все пак споделят способността да страдат и ние трябва да вземаме наравно под внимание това страдание.

## Аргументи в защита на видизма
Аргументите в защита на видизма се основават като цяло на религиозни вярвания, на антропоцентристки философски възгледи и на идеята за предпочитание към собствената групова принадлежност (тук видовата принадлежност).

### Религиозни аргументи
Някои религиозни традиции твърдят, че животните са били създадени за употреба от човека и че хората са специални създания. Например авраамическите религии учат, че човекът е бил създаден по образ и подобие на Бога, обратно на животните, които били създадени, за да служат на човека.

„След това Бог каза: „Да сътворим човека по Наш образ, по Наше подобие; и нека властва над рибите в морето, над птиците в небето, над добитъка и над цялата земя, над всички влечуги, които пълзят по земята.“

Въпреки че будизмът признава на животните морален статут на чувствителни същества и въпреки че Буда е препоръчвал вегетарианството, будизмът си служи с йерархия на съществата, като някои са по-напред от други в кръговрата на преражданията. Животните могат да се преродят в човешки същества, последните могат да бъдат понижени в животни в следващия им живот, ако се държат лошо, и единствено хората могат директно да достигнат просветление (животните трябва първо да се преродят в хора).
Тази идея за прогреса се намира също и в индуизма. Някои индуси са вегетарианци с дълбоко уважение към кравите, по-специално.

### Антропоцентризъм
Една от философските защити на видизма е антропоцентризмът. Тя се базира на идеята, че само хората притежават някои умствени способности, считани за висши, като разума, речта, автономията, интелекта и т.н. Традиционно, от Аристотел насам разумът, самосъзнанието и моралът са считани ексклузивни за човешкия вид.
Някои са потвърдили основателността на антропоцентризма, критикувайки аналогията между сексизма, расизма и видизма. Философът Карл Коен пише, че расизмът и сексизмът са несправедливи, защото няма релевантна разлика между половете или расите, докато съществуват значителни различия между видовете. Животните не биха били личности според дефиницията на Кант, следователно не биха имали права.
Впрочем той счита, че видизмът е необходим, за да се постъпва морално:

„Не просто че видизмът е приемлив, той е от съществено значение за справедливо поведение, защото тези, които не биха видели морално уместни разлики между видовете, почти сигурно, следователно, ще разберат погрешно своите истински задължения.“

Питър Стауденмайер пише:

„Аналогията с движението за граждански права и феминисткото движение е тривиализираща и не държи сметка за историческите особености. Тези две социални движения са били инициирани и предвождани от самите членове на дискриминираните групи, не от благосклонни бели и мъже в името на дискриминираните. Тези две движения са се създали върху идеята да искат и да се борят за една човешка общност, изправени през общество, което им е отказвало това. Никой борец за граждански права или за права на жените не е твърдял: „Ние също сме чувствителни същества!“ Твърдели са „Ние също сме пълноправни хора!“ Обаче движението за освобождение на животните не заема този хуманистки аргумент, то директно го подкопава.“

### Предпочитание към собствената група
Някои автори твърдят, че хората имат право на предпочитание към своя вид и че това право мотивира видизма.
На този аргумент Сингър отговаря, че ако приемем аргумента на предпочитание към собствената група, би трябвало да приемаме един индивид да практикува, и дори да „има правото да“ практикува, дискриминации в полза на собствения пол, собствената етническа група, религиозна група и т.н., ние би трябвало тогава и да приемаме, и дори да насърчаваме, непотизма, трибализма, национализма и т.н. Принципът за предпочитание към групата „човешки вид“ е според него в разрез на принципа на равно зачитане на интересите и следователно в разрез на универсализма (който вдъхновява например Всеобщата декларация за правата на човека).
Теоретична основа за предпочитанието към собствената група е била предложена от Жан-Пиер Дюпюи , който я извлича от логика на солидарност, позволяваща на всеки човек да увеличи възможността за своето собствено оцеляване. Исторически, тази солидарност се установила първо на ниво ограничени човешки групи и можела да изключи други групи, чиито права били пренебрегвани; след това сферата на солидарност постепенно се разширявала, докато обхване цялото човечество. Хората като цяло имат интерес да защитават морална система, според която човешкият живот и някои права на човека са свещени и трябва да бъдат абсолютно опазвани.
Американската феминистка Нел Нодингс упреква Сингър за това, че не е взел предвид контекста, в който се случват дискриминациите към видовете, докато критиката на расизма и сексизма взема предвид контекста, в който се случват дискриминациите между хората.

## Аргументи против видизма
Според антивидизма (философско и политическо движение срещу видовата дискриминация) видизмът оправдава експлоатацията и използването на животни от хората по начини, които не биха били приемливи, ако се прилагаха над хора. Така според антивидизма видизмът е осъдителна идеология и затова е необходимо „движение за освобождение на животните“, за да се сложи край на експлоатацията на животни.
Питър Сингър уточнява в книгата си „Освобождение на животните“:

„Твърдя, че не може да има никаква причина – освен егоистичното желание да се запазят привилегиите на експлоататорската група – за отказа да се простре фундаменталният принцип за равно зачитане на интересите върху членовете на други видове.“

Равенството, което отстояват антивидистите, засяга индивидите, а не видовете. Интересите на индивидите (да водят щастлив живот, да не страдат) трябва да бъдат вземани под внимание наравно и независимо от вида на тези индивиди. Видът може да се намеси, но само доколкото произтича някоя релевантна черта за определяне на интересите. Ето защо би било по-малко сериозно – пише Сингър – да се удари шамар (със същата сила) на кон, отколкото на човешко бебе; защото кожата на коня е по-дебела от тази на бебето и следователно неговото реално страдание ще бъде по-малко.
Така антивидистките автори не защитават непременно равни отношения или равни права; точно както би било абсурдно да се предостави на един мъж правото на аборт, ще е абсурдно да се предостави на кокошка правото на висше образование. Разликите в третирането и правата обаче са оправдани само в зависимост от индивидуалните характерни черти, а не от колективните.
Антивидизмът не включва разсъждения за „интересите на видовете“; не изглежда никак очевидно един вид като колективно образувание да има какъвто и да е интерес, включително и интерес да оцелее. Антивидизмът не се шокира особено от изчезването на даден вид; интересът на един син кит да живее не е по-важен от този на някое от милионите пилета, клани всеки ден.

### Антивидизъм и антропоцентризъм
Антивидистите отговарят на антропоцентристкото схващане на етиката по три начина:
1. Няма логична връзка между въпросното качество (притежаване на морал) и моралния статут. Те (антивидистите), например, поставят под въпрос причината, заради която би се придало по-голямо значение на интересите, правата и достойнството на един индивид заради това, че е по-малко интелигентен от друг. Те считат, че страданието на едно същество не трябва да се пренебрегва заради това, че то не е морален агент.
2. Етологията ни разкрива, че много животни притежават, на различно ниво, въпросните качества. Приматите, например, са интелигентни социални индивиди, притежаващи широка гама емоции и умеещи да се разпознават. Те са способни да разбират реципрочността, справедливостта и да действат според морални или първични морални мотиви (емпатия, симпатия, самота).[43]
3. Съществуват хора, които са лишени от тези качества или ги притежават на по-ниско ниво от някои животни, като новородените, умствено увредените, възрастните с деменция. Става въпрос за аргумента на маргиналните случаи, който се състои в това, че ако зачитаме морално тези хора, трябва да се зачитат морално и другите животни, които имат същите или по-развити качества.

Така тези три точки позволяват да се отвори дебат върху антропоцентристката позиция.
Антивидистите насочват критиките си и към културата на анторопоцентризма, присъща за мисълта на някои християнски теолози. Всъщност се оказва, че догмата, според която човекът е създаден по образ на Бога, е в директно противоречие с понятието за равно зачитане на интересите. За един християнин другите видове са създадени от Бог, за да служат на човека: дори и да заслужават уважението, което им дава статутът на божии създания, те остават по-нисши и нямат право на спасение, нито на свети тайнства и т.н. Върху тълкуванията на теолозите влияние са оказали Бащите на църквата, последователи на неоплатонизма който лека-полека поставя стена между човека и другите същества.

### Биология и теория на еволюцията
Теорията на еволюцията обезсилва идеята, според която хората имат неизменна същност и специална природа, която е различна от тази на другите животни.  По-общо, някои антивидисти отхвърлят релевантността на понятието животински вид. 
В „Произходът на човека и половият отбор“ Дарвин потвърждава, че има само разлика в степента, а не в същността между хората и другите бозайници, както във физически, така и в умствен план.

"Обаче разликата между ума на човека и този на висшите животни, колкото и да е голяма, е със сигурност разлика в степента, а не в същността. Видяхме, че чувствата и интуициите, различните емоции и качества като любов, памет, внимание, любопитство, подражание, разум и т.н., с които се гордее човек, могат да се видят в зачатъчно, а понякога дори и в напълно развито състояние при по-низшите животни.“

Еволюционистът и биолог Ричард Докинс критикува видизма в „Слепият часовникар“ и в „Делюзията Бог“  на базата на теорията на еволюцията. Той сравнява расистките поведения от миналото с настоящите видистки поведения. В една от главите на „Слепият часовникар“, озаглавена „Единственото истинско дърво на живота“, той обяснява, че разликата, която правим между видовете, се дължи само на факта, че междинните форми са мъртви. Междинните форми между хората и шимпанзетата, например, са просто нашите и техните предци до общия предтеча на двата вида. Тъй като нямаме пред очите си тези междинни видове, можем да разсъждаваме чрез „прекъснат ум“ (discontinuous mind) и да практикуваме „двоен морален стандарт“: например, да осъждаме в името на християнския морал аборта на една-единствена човешка яйцеклетка, като в същото време приемаме вивисекцията на голям брой интелигентни възрастни шимпанзета.
В хода на една дискусия с Питър Сингър през 2007 г. Докинс признава, че продължава да се храни с месо и казва:

„Това е донякъде позицията, която са имали много хора преди 200 години относно робството. Мнозина са се чувствали неудобно, но продължавали да го практикуват.“

Философът Джеймс Рейчълс смята, че теорията на еволюцията има като етическо последствие изоставянето на традиционния морал, базиран на религията и есенциализма, и приемането на етика, базирана на морален индивидуализъм:

"Според този подход начинът, по който един индивид трябва да бъде третиран, не трябва да се определя от груповата му принадлежност, а от собствените му индивидуални черти. Ако „А“ трябва да бъде третиран различно от „Б“, оправданието трябва да се опира на индивидуалните характерни черти на „А“ и на индивидуалните характерни черти на „Б“. Не можем да оправдаваме различното им третиране, като посочваме, че единият или другият е член на привилегирована група."

## Филмография

### Художествени филми
- „Планетата на маймуните“ (2001)
- „Война на световете“ (2005)
- „Зоотрополис“ (2016)[50]

### Документални филми
- „Земляни“ (2005)
- „Peaceable Kingdom: The Journey Home“ (2009)
- „The Cove“ (2009)
- „The Superior Human?“ (2012)
- „The Speciesism: The Movie“ (2013)
- „Unity“ (2015)

### Художествени книги
- „Планетата на маймуните“ (1983) [1963] от Пиер Бул.

### Научни книги
На английски език:
- Cohen, Carl and Regan, Tom, The Animal Rights Debate, Rowman & Littlefield Publishers, 2001.
- Patterson, Charles, Eternal Treblinka, Lantern Books, New York, 2002.
- Rachels, James, Created from animals, Oxford University Press, 1990.
- Regan, Tom, The Case for Animal Rights, Berkeley, University of California Press, 1983.
- Ryder, Richard D., Speciesism Again: the original leaflet (PDF).
- Ryder, Richard D., „Speciesism“, in Marc Bekoff (ed.), Encyclopedia of Animal Rights and Animal Welfare (PDF) Архив на оригинала от 2017-05-05 в Wayback Machine., 2009.
- Ryder, Richard D., „Experiments on Animals“, in Stanley Godlovitch, Roslind Godlovitch, John Harris (eds.), Animals, Men and Morals, Grove Press, 1971.
- Scully, Matthew, Dominion: The Power of Man, the Suffering of Animals, and the Call to Mercy, St. Martin's Griffin, 2003.
- Singer, Peter, Animal Liberation, New York, Harper Collins, 2009 [1975].

На френски език:
- Caron, Aymeric, Antispéciste: réconcilier l'humain, l'animal, la nature, Don Quichotte, 2016.
- Cyrulnik, (B.), Fontenay (É. de), Singer (P.), Matignon (K. L.) et Rosane (D.), Les animaux aussi ont des droits, Le Seuil, 2013.
- Ricard, Matthieu, Plaidoyer pour les animaux, Allary, 2014.